# Oddziaływania nieantagonistyczne
Oddziaływania nieantagonistyczne, interakcje nieantagonistyczne – rodzaj zależności międzygatunkowych polegających na tym, że żadna ze stron (populacji) nie ponosi szkody na skutek wzajemnych oddziaływań. Wyróżnia się następujące oddziaływania nieantagonistyczne:
- symbioza – relacja przynosząca obustronne korzyści,
  - mutualizm cechujący się intensywnym wzajemnym uzależnieniem,
  - protokooperacja – interakcja bez uzależnienia;
- komensalizm – stosunek, w którym jedna strona korzysta, a dla drugiej oddziaływanie jest obojętne;
- neutralizm – brak wzajemnych oddziaływań.